# Volant bimassa

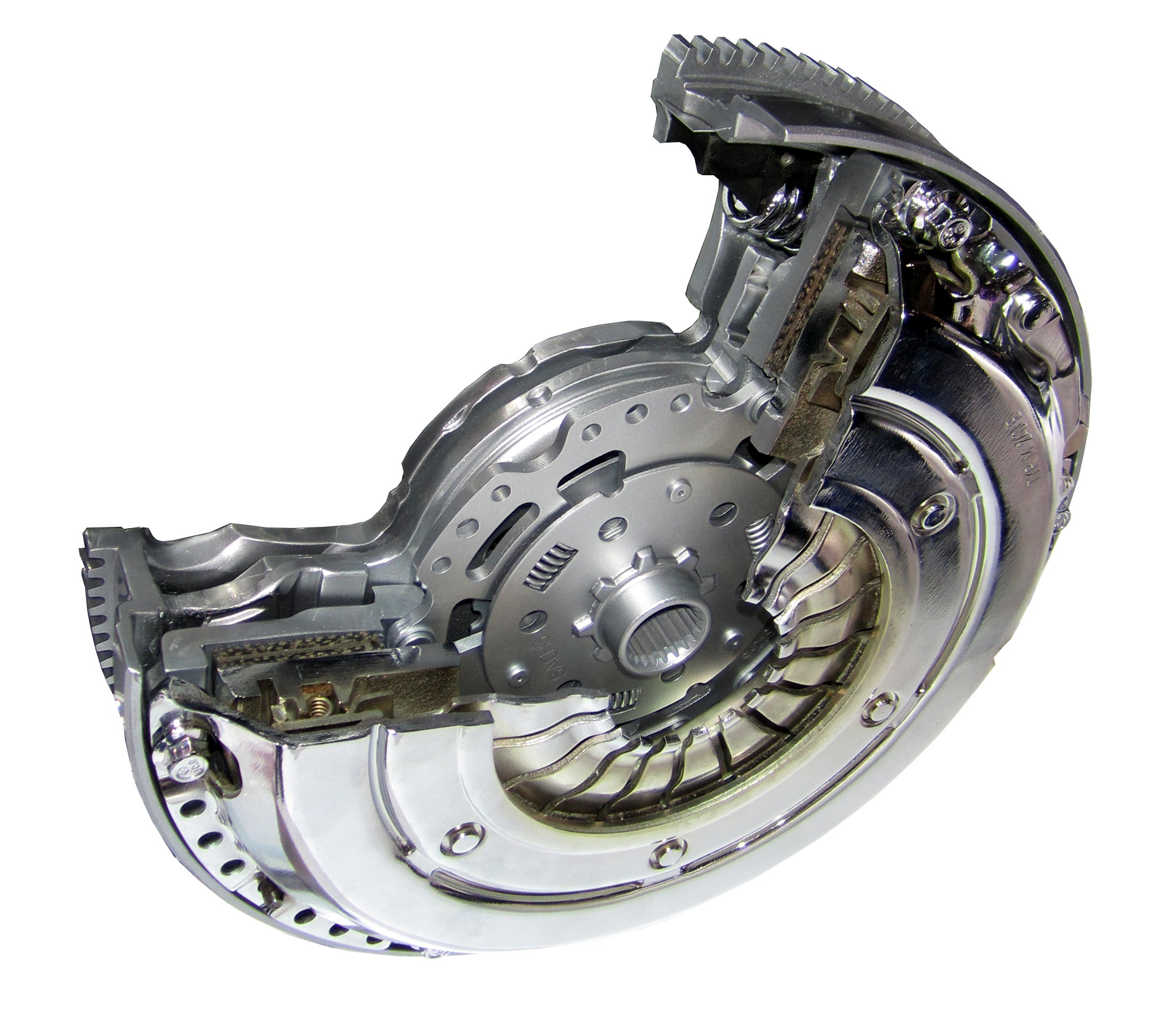
Secció d'un volant bimassa (DMF)

Un volant bimassa o volant de massa dual (DMF), és un dispositiu mecànic de rotació que es fa servir per poder proporcionar energia contínua (energia de rotació), en sistemes en els quals la font d'energia no és contínua, de la mateixa forma que un volant d'inèrcia convencional, però esmorteint qualsevol variació violenta de parell o de revolucions que podria causar una vibració no desitjada.
La reducció de la vibració s'aconsegueix mitjançant l'acumulació de l'energia emmagatzemada en les dues masses de mig volant durant un període, però esmorteït per una sèrie de forts ressorts, fent-ho a un ritme que és compatible amb la font d'energia i, a continuació, alliberant aquesta energia a una velocitat molt més alta durant un temps relativament curt..
El volant compacte de massa dual també inclou tot l'embragatge, amb la premsa (placa de pressió) i el disc d'embragatge.

## Història

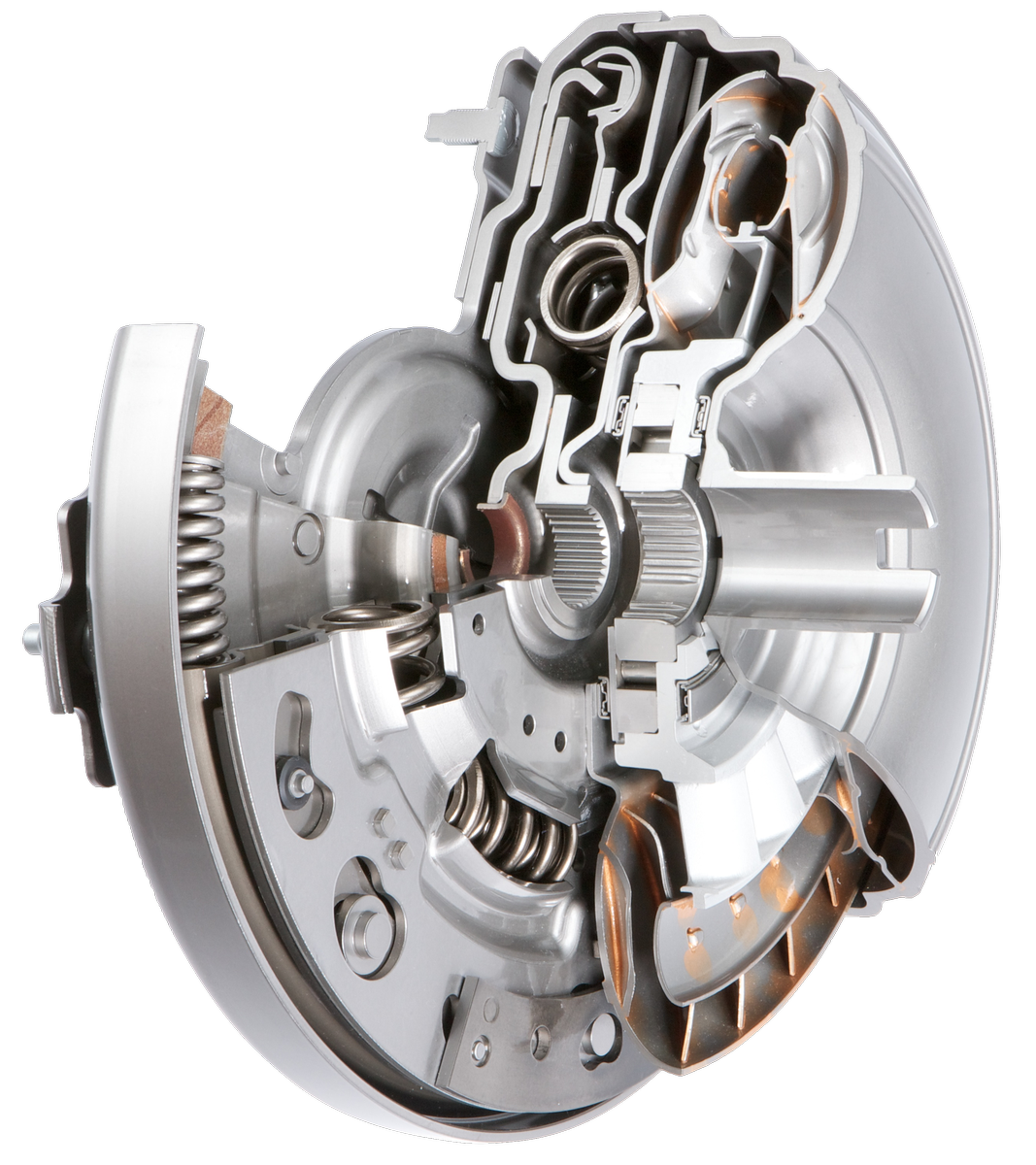
Convertidor de parell Schaeffler amb un amortidor de pèndol centrífug FKP LUK

Els Volants de massa dual van ser desenvolupats per fer front a l'escalada de parell i potència, especialment a baixes revolucions. La creixent preocupació pel medi ambient i l'adopció de normes més estrictes han marcat el desenvolupament de nous motors més eficients, reduint el nombre de cilindres fins a 3 o fins i tot 2 cilindres, permetent oferir més parell i potència a baixes revolucions. Com a contrapart hi ha hagut un augment en el nivell de vibracions que als discos embragui tradicionals els costa absorbir. Aquí és on els Volants de massa dual, exerceixen un paper fonamental, ja que fan els nous desenvolupaments mecànics més viables.
La capacitat d'absorció de la vibració depèn de les parts mòbils del DMF, òbviament, estan subjectes a un cert desgast. Així que quan es procedeix a la substitució de l'embragatge -per a un vehicle de més de 150 000 quilòmetres-, és molt recomanable que un taller de confiança substitueixi el volant bimassa en reemplaçar aquest embragatge. En cas contrari, tant el nou embragatge com la caixa del canvi o el cigonyal poden sofrir a l'excés, segons recomanació del fabricador d'embragatges LUK (Schaeffler Group), fabricador i expert en aquesta tecnologia.

## Tipus

Principi del volant d'inèrcia bimassa LUK - Negre: ressorts amortidors.
Roig: massa primària fixada al cigonyal.
Blau: brida fixada a massa secundària

- Sistema monofase LUK mitjançant ressorts d'arc i brida. Sistema original desenvolupat per Shaeffeler-LUK present des de 1987 en vehicles industrials lleugers. Consisteix en dos discos metàl·lics sense contacte directe entre si units per un rodament pivotant o ferradura de fricció. El primer disc o "massa primària" va caragolat fermament al cigonyal i en el seu perímetre s'instal·la la corona dentada on enfila el motor d'arrencada. En el seu interior un canal circular allotja dos llargs ressorts d'arc semicirculars encapsulats en les seves guies de lliscament, podent integrar-se un segon joc de ressorts addicionals a l'interior de principals que actuen en paral·lel. Els ressorts són empesos en un dels seus extrems per un topall en la massa primària i comprimits contra un altre topall en una brida caragolada al segon disc o "massa secundària" on es fixa l'embragatge, que rep el parell modulat mitjançant la filtració de la major part de les oscil·lacions torsionals procedents del motor. Existeixen aplicacions amb la brida subjecta mitjançant dispositius flexibles -ressorts de pressió o de diafragma- que proporcionen un amortiment torsional extra a règims de gir alts, compensant així l'efecte de bloqueig de la força centrífuga sobre els ressorts d'arc.
- Sistemes LUK multi-fase. Busquen donar resposta a la necessitat de conjugar major flexibilitat durant l'arrencada amb una major fermesa en moments d'augment de la càrrega motor. Per a això el sistema mono-fase es modifica amb un ressort exterior més tou i una brida dissenyada de manera que el ressort interior no actuï en paral·lel sinó només a partir d'un determinat angle d'incidència, proporcionant així una flexibilitat extra durant l'arrencada i una fermesa major en acceleracions i recuperacions. D'aquesta manera s'eviten els característics problemes de ressonància dels llargs ressorts d'arc sota sol·licituds de parell al mateix temps que s'augmenten el confort i la longevitat del sistema. Existeixen també aplicacions amb dos ressorts interiors més curts que permeten tres graus de fermesa diferent en funció del braç de palanca adaptant-se a cada moment de la conducció, així com aplicacions que substitueixen el ressort rígid interior per un disc de comandament de fricció addicional que només entra en funcionament a partir de determinat angle d'incidència. Es munten d'origen i en mercat de reposició.
- Sistema LUK amb pèndol centrífug. Incorpora una massa addicional de aproximadament 1 kg acoblada la brida aconseguint així augmentar el moment d'inèrcia en tot el rang de revolucions, permetent una absorció gairebé completa de les vibracions en el rang més baix de revolucions. Present des de 2010 com a equip d'origen.
- Sistema DMF Planetari de ZF-Sachs. En aquest sistema les dues masses també estan connectades per un coixinet o conjunt radial i axial. La novetat és que en comptes de brida es fa servir un joc d'engranatges planetaris fixats a la massa primària i engranats a una corona en la massa secundària, aconseguint així augmentar el moment d'inèrcia de la massa dinàmica. Per a l'absorció de vibracions no s'utilitzen ressorts d'arc sinó múltiples ressorts rectes curts col·locats en un anell llaurat en la massa primària i comprimits per un sistema de patins i platerets de plàstic en la massa secundària disposats de manera que els ressorts més ferms només entrin en funcionament a partir de determinat angle d'incidència. Es munta d'origen i al mercat de reposició.
- Sistema de ressorts radials de Valeo. En aquest sistema s'utilitzen ressorts rectes col·locats en forma d'estel que a diferència dels sistemes anteriors treballen en extensió. Un extrem dels ressorts està unit al volant primari i l'altre al secundari, facilitant un moviment d'un volant respecte a l'altre. Amb això s'aconsegueix un desacoblat parcial del motor respecte a la caixa de velocitats, evitant la transferència de vibracions provocades pel gir polsant del motor. Es munta d'origen i al mercat de reposició.
- Sistema DFC o "Damper Flywheel Clutch" sistema mono-casc de LUK que munta en una mateixa unitat compacta el volant motor DMF juntament amb el disc d'embragatge i el plat de pressió.

## Substitució per un volant clàssic
D'altra banda i a causa de l'elevat preu o a les avaries repetitives del conjunt DMF, (especialment en volants bimassa de les primeres generacions), hi ha fabricants que ofereixen un volant més premsa i disc d'embragatge clàssics com a substitució per a cotxes que venen de fàbrica amb volant bimassa. Els usuaris que solen optar a aquesta opció són aquells als quals el volant bimassa ha començat a fer sorolls abans dels 150.000 km definits pel fabricant, encara que hi ha diferències d'opinió sobre les conseqüències en el cotxe modificat.
En aquest cas el volant d'inèrcia és un disc massís perfectament equilibrat en el qual no es pot parlar de masses primària i secundària sinó de costats del motor i de la caixa del canvi. En el seu perímetre s'instal·la la corona dentada on engrana el pinyó del motor d'arrencada, va fixat d'una banda a la sortida del cigonyal i per l'altre costat, al disc de embragatge . Com en tots els volants d'inèrcia, la seva pròpia massa absorbeix cert rang de vibracions, encarregant-se els ressorts amortidors de torsió presents en el disc d'embragatge de contrarestar la resta. El seu funcionament és òptim en arrencada, detenció i a règims de gir alts, però solen tenir problemes per mitigar les vibracions a baixes revolucions de gir de motors dissenyats per al seu ús amb volants bimassa (típicament motors de dos o tres cilindres sense arbres contra-rotants d'equilibratge o motors dièsel de carrera llarga). Com a conseqüència és habitual una pèrdua important de confort a baixes revolucions i un augment significatiu de consum al no utilitzar-se els règims de revolucions més favorables a la conducció econòmica, en casos excepcionals la transmissió de vibracions a la cadena cinemàtica pot provocar problemes en algunes caixes del canvi i transmissions.